# جوناثان إينغيرسول
جوناثان إينغيرسول هو قاضي وسياسي أمريكي، ولد في 16 أبريل 1747 في ريجفيلد ‏ في الولايات المتحدة، وتوفي في 12 يناير 1823. نشط حزبياً في Toleration Party ‏. وقد انتخب عضو مجلس نواب كونيتيكت ‏.